# Henk Oenema
Henk Oenema (Almelo, 1960) is een Nederlands dirigent, arrangeur en hoornist.
Oenema kreeg zijn eerste muzieklessen bij de fanfare Noordwolde in de provincie Friesland op bugel en later op trompet. Bij Oldrich Milek studeerde hij hoorn een deed auditie bij de Koninklijke Militaire Kapel (KMK) in Den Haag en werd aangenomen. Van 1983 tot 2004 was hij hoornist bij deze militaire muziekkapel. Oenema studeerde gedurende zijn werkzaamheden als hoornist bij de KMK bij Piet Schijf en Martin van der Merwe hoorn aan het Koninklijk Conservatorium in Den Haag en haalde in 1986 zijn diploma als uitvoerend muzikant en muziekdocent. Verder studeerde hij bij Pierre Kuijpers en Jan Stulen HaFa-directie en orkestdirectie aan het Conservatorium Maastricht. In 2000 behaalde hij zijn diploma's in beide opleidingen.
Hij is tegenwoordig bibliothecaris bij de Koninklijke Militaire Kapel "Johan Willem Friso" in Assen. Als dirigent is hij verbonden aan diverse orkesten, harmonie- en fanfaregezelschappen, zoals het Harmonieorkest Haaglanden (vanaf 1980), Canite Tuba te Lisse, het Nederlands Politie Orkest (als gastdirigent), Harmonie Wormerveer, Kunst naar Arbeid Zuid-Scharwoude, Concordia Oostzaan en de Symphonietta Voorschoten. Hij behoorde tot de medeoprichters van het harmonieorkest "Noordenwind". Sinds juni 2008 is hij dirigent van de Harmonie Excelsior Boskoop, de Muziekvereniging Excelsior Wassenaar en vanaf september 2008 ook van het Heerenveens MuziekCorps.